# The Rachel Maddow Show
The Rachel Maddow Show est une émission d'information américaine diffusée quotidiennement, depuis le 8 septembre 2008, sur la chaîne d'information en continu MSNBC. Animé par la journaliste et commentatrice politique Rachel Maddow, le programme est diffusé en première partie de soirée, de neuf à dix heures heure de l'Est. Il remplace l'émission Verdict with Dan Abrams animée par l'ancien dirigeant de MSNBC et fondateur de Mediaite (en) Dan Abrams (en).
L'émission est réputée pour son ton fortement libéral (dans son sens nord-américain, soit de gauche), et ses sujets anti-républicains et progressistes. L'émission était en concurrence directe avec le Larry King Live de Larry King sur CNN, émission qu'elle bat en audimétrie une semaine après son lancement,. L'émission devient par la suite l'un des programmes-phare de la chaîne, battant à plusieurs reprises les autres émissions de la chaîne en audimétrie.
L'émission a reçu plusieurs récompenses, dont un prix GLAAD Media en 2010 et un News and Documentary Emmy en 2011.